# Philippe Boisse
Philippe Alain Boisse (Neuilly-sur-Seine, 1955. március 18. –) olimpiai és világbajnok francia párbajtőrvívó, Éric Boisse olimpiai, világ- és Európa-bajnok párbajtőrvívó apja.